# Tregua de Niza
La Tregua de Niza fue un tratado firmado en la ciudad de Niza (Ducado de Saboya) en 1538 entre Carlos V y Francisco I de Francia para frenar durante diez años los enfrentamientos por los territorios italianos.

## Historia
La muerte del duque Francisco II Sforza de Milán en 1535 volvió a plantear la "Cuestión de Italia", al dar lugar a las pretensiones francesas sobre la sucesión para uno de sus candidatos. En febrero de 1536 un ejército francés invade Saboya y Piamonte ocupando Chambery y Turín el 3 de abril, agudizando el peligro sobre Milán.
En 1536 Carlos V regresa triunfante de la jornada de Túnez y lleno de planes para la unificación de la cristianidad y se entrevista con el Papa en presencia  de embajadores franceses declarando que si Francisco I no aceptaba sus condiciones de paz le declararía la guerra.  La única alternativa que ofrecía era un duelo personal entre él y Francisco I; si ganaba él el premio sería Borgoña, y si salía victorioso Francisco ganaría Milán.
Permitiendo Carlos V negociar a sus ministros para hacer tiempo y empujado por sus capitanes Andrea Doria y Antonio de Leyva decidieron emprender hostilidades.  Pensaba en un ataque por mar y tierra contra Francia, lo que significaba un traslado total de tropas. Del múltiple ataque sobre Flandes, la invasión septentrional desde los Países Bajos se tuvo que abandonar por escaseces económicas, pero Carlos durante el verano de 1536 se internó por la Provenza. La campaña fue un desastre y en octubre Carlos estaba de nuevo en Génova arruinado en su potencia militar y endeudado. El mutuo agotamiento hizo detener las operaciones mayores y fracasadas las negociaciones por los emisarios del emperador sobre Milán, por la ayuda francesa a los turcos y por el apoyo de Francia al quinto Concilio General se firmó la Tregua de Niza el 18 de junio de 1538 con el acuerdo de que debía durar 10 años y con el programa de una liga contra los musulmanes y protestantes y la colaboración en un concilio general. Francia mantenía sus conquistas de Saboya, Turín, Bresse y Bugey (Ain).
Posteriormente Francisco I, aprovechando el agotamiento del emperador y de los recursos sacados de Argel el año anterior, rompe la tregua en julio de 1542 y envía un ejército invasor a Países Bajos iniciando la guerra italiana de 1542-1546. De la que saldría el emperador con la firma de la paz de Crepy en 1544.